# Samuel A. Krasney
Samuel A. Krasney, né le 15 janvier 1922 à Philadelphie (Pennsylvanie) et mort le 16 août 2009 à Basking Ridge (New Jersey), est un écrivain américain de roman policier.

## Biographie
Pendant la Seconde Guerre mondiale, Samuel A. Krasney s’engage dans l'aviation américaine où il accède au grade de lieutenant. Il obtient plusieurs décorations, la Distinguished Flying Cross, la Presidential Unit Citation et la Croix de guerre belge. Démobilisé, il termine ses études à l'université Columbia. Après avoir été journaliste, il commence sa carrière littéraire en 1955 avec Death Cries in the Street. C’est le premier roman d’une série de quatre où apparaît Abraham Lincoln Larson dit Abe Larson, lieutenant de la brigade criminelle de Manhattan Ouest. Ce sont des romans de procédure policière du type de ceux du 87e District que Ed McBain publiera dès l'année suivante. La comparaison peut être faite entre Abe Larson et Steve Carella, le héros de Ed McBain. Claude Mesplède indique que « Abe Larson possède une certaine parenté avec Steve Carella ».
Samuel A. Krasney a utilisé le pseudonyme de Sam Curzon pour écrire des nouvelles.

## Œuvre

### Série Abe Larson
- Death Cries in the Street, 1955
  - Un cri dans la nuit, Série noire no 283, 1956
- Design for Dying, 1958
  - Robe de mort, Feux rouges no 50, 1960
- Homicide West, 1961
  - Linceul à façon, Nuit blanche no 29, 1963, Punch no 31, 1974
- Homicide Call, 1962
  - L'Allumeur, Série noire no 783, 1963

### Série Ben Krahmer
- Morals Squad, 1959
- A Mania for Blondes, 1961
  - Blonde Hécatombe, Série noire no 736, 1962

### Autre roman
- Rapist, 1959

## Sources
- Claude Mesplède (dir.), Dictionnaire des littératures policières, vol. 2 : J - Z, Nantes, Joseph K, coll. « Temps noir », 2007, 1086 p. (ISBN 978-2-910-68645-1, OCLC 315873361).
- Claude Mesplède, Les années "Série noire" : bibliographie critique d'une collection policière, vol. 1 : 1945-1959, Amiens, Editions Encrage, coll. « Travaux » (no 13), 1992 (ISBN 978-2-906-38934-2).
- Claude Mesplède, Les années "Série noire" : bibliographie critique d'une collection policière, vol. 2 : 1959-1966, Amiens, Editions Encrage, coll. « Travaux » (no 17), 1993 (ISBN 978-2-906-38943-4).
- Claude Mesplède et Jean-Jacques Schleret, SN, voyage au bout de la Noire : inventaire de 732 auteurs et de leurs œuvres publiés en séries Noire et Blème : suivi d'une filmographie complète, Paris, Futuropolis, 1982, 476 p. (OCLC 11972030).